# St. Nikolaus (Opfenbach)

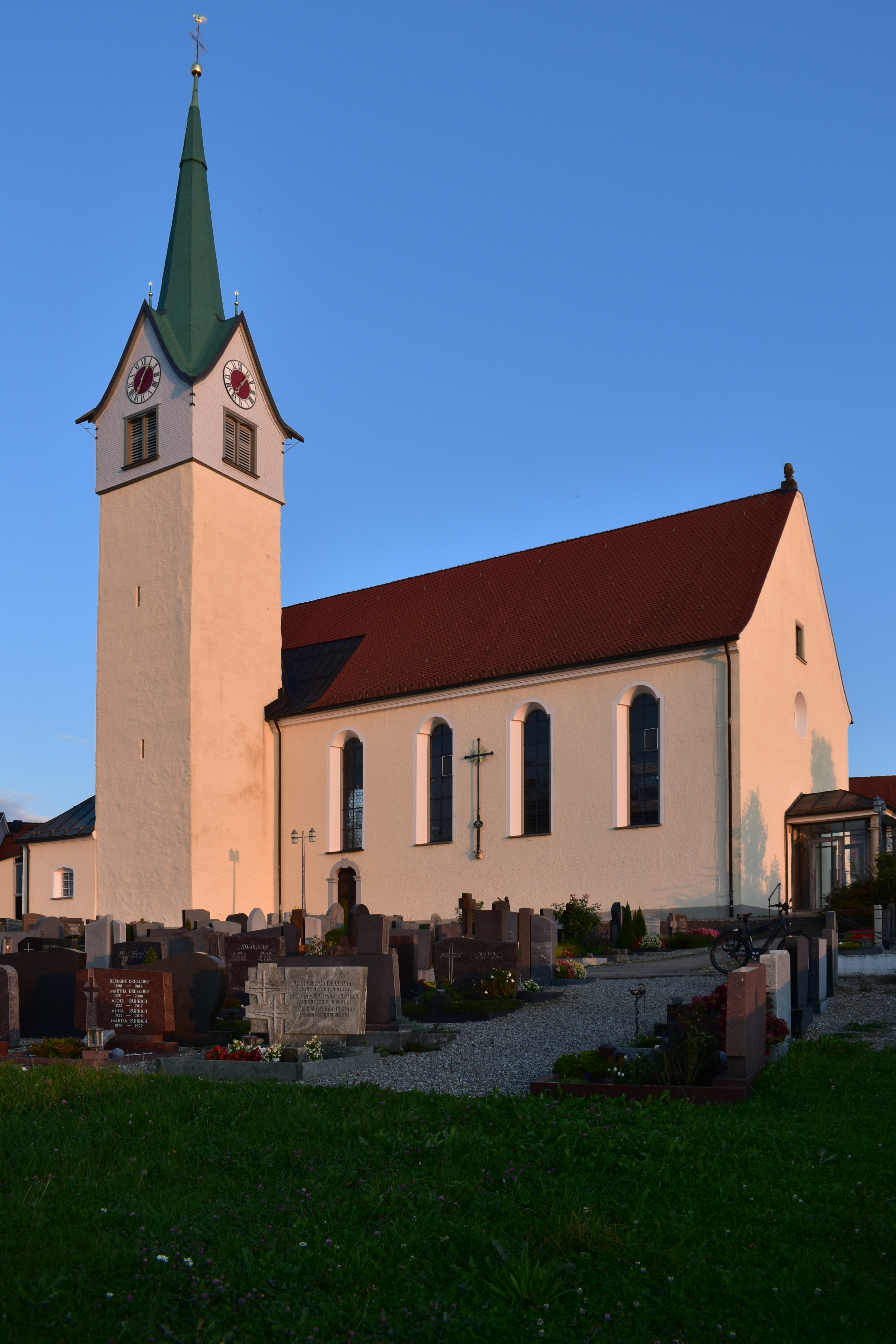
St. Nikolaus in Opfenbach

Die römisch-katholische Pfarrkirche St. Nikolaus steht in Opfenbach, einer Gemeinde im schwäbischen Landkreis Lindau (Bodensee) in Bayern. Das denkmalgeschützte Bauwerk ist in der Liste der Baudenkmäler in Opfenbach unter der Nr. D-7-76-122-4 eingetragen. Die Pfarrei gehört zum Dekanat Lindau des Bistums Augsburg.

## Beschreibung
Die Saalkirche wurde 1773/74 erbaut. Sie besteht aus einem Langhaus, einem eingezogenen, dreiseitig geschlossenen Chor im Osten und einem Chorflankenturm auf quadratischem Grundriss an der Nordwand des Chors, der vom mittelalterlichen Vorgängerbau stammt. Er wurde mit einem Geschoss aufgestockt, das die Turmuhr und den Glockenstuhl mit vier Kirchenglocken beherbergt, und zwischen den Giebeln mit einem spitzen Helm bedeckt. Der Innenraum des Langhauses ist mit einem Stichkappengewölbe überspannt. Die Fresken wurden 1927 von Oswald Völkel gestaltet. Die Statuen des Nikolaus von Myra und des Severin von Köln, die den Hochaltar flankieren werden Johannes Paul Hops zugeschrieben. Die um 1774 entstandenen Gemälde der Apostel werden Johann Georg Mesmer zugeschrieben. In Medaillons befinden sich Reliefs der Rosenkranzgeheimnisse aus der zweiten Hälfte des 17. Jahrhunderts. Die Orgel auf der Empore wurde 2011 gebaut.